# Ani Lorak
Ani Lorak (ukrainien : Ані Лорак), de son vrai nom Karolina Myroslavivna Kouiek (ukrainien : Кароліна Мирославівна Куєк et en russe : Кароли́на Миросла́вовна Куе́к), née le 27 septembre 1978, à Kitsman, région de Tchernivtsi, en Ukraine (ex-URSS), est une chanteuse et artiste à la fois russe et ukrainienne populaire. Elle a été deux fois promue pour être présélectionnée en vue de représenter l'Ukraine au Concours Eurovision de la chanson, et finalement sélectionnée aux deux occasions.
Ani Lorak a représenté l'Ukraine lors du Concours Eurovision de la chanson 2008 à Belgrade et a remporté la deuxième place avec la chanson Shady Lady. Elle a également été récompensée du prix artistique Marcel Bezençon cette année-là.

## Biographie

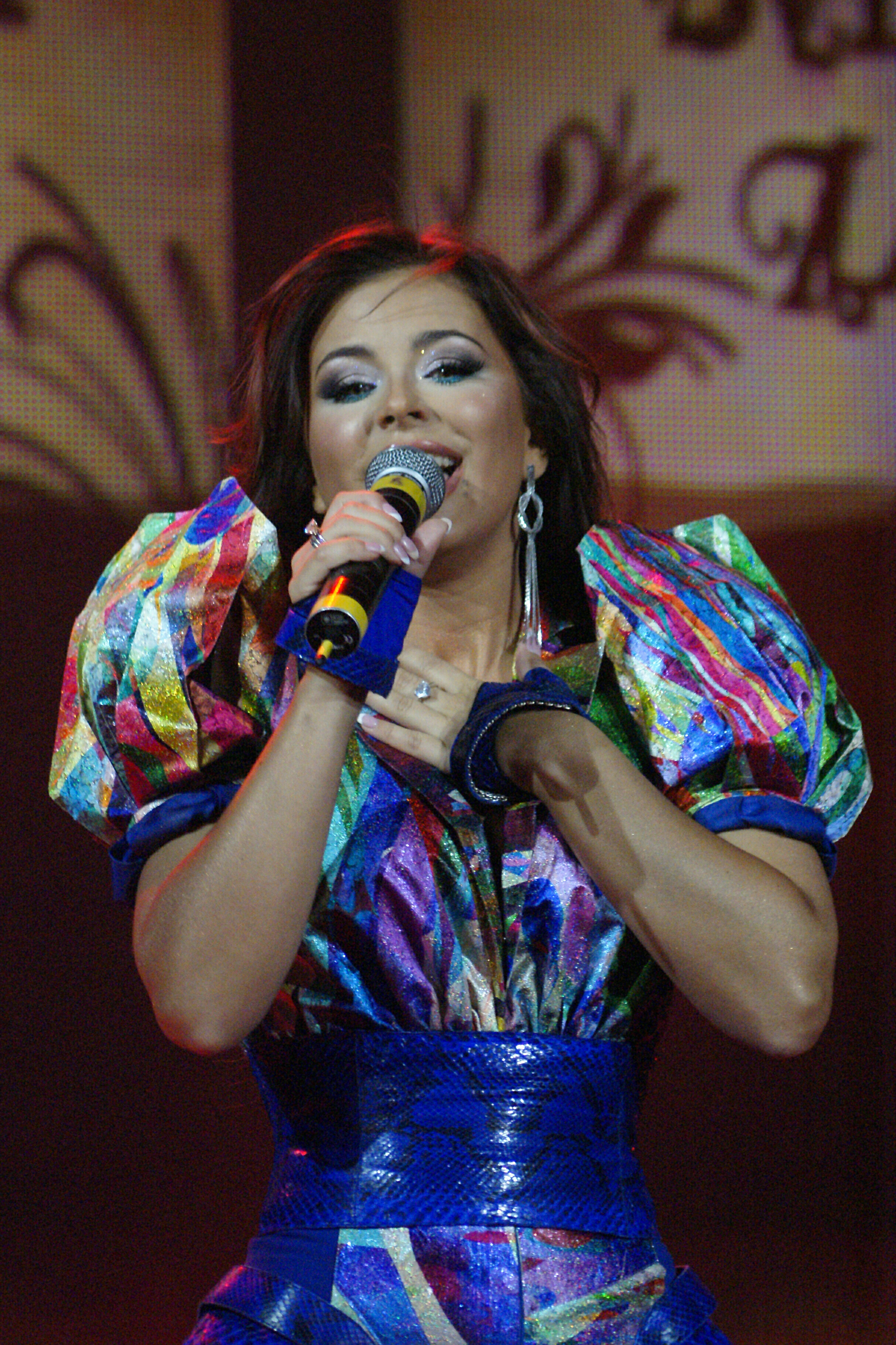
Ani Lorak en 2009

Karolina développa le désir de devenir chanteuse dès l'âge de 4 ans. À cette époque, Karolina participait fréquemment dans diverses compétitions de chants scolaires de la région. En 1992, elle concourut au populaire Pervotsvit et remporta le premier prix. C'est à ce moment qu'elle rencontra son producteur, Yuriy Falvosa. C'est grâce à cette rencontre qu'à 14 ans, elle signa son premier contrat professionnel.
Karolina devint connue sous le nom d'Ani Lorak en mars 1995, alors qu'elle participait au Morning Star célèbre émission télévisée de Moscou, en Russie. Lors de ce concours, une participante russe portait le même nom qu'elle. Pour régler ce problème, Karolina dut se créer un nom de scène, Ani Lorak, qui est en fait Karolina lu à l'envers.
Elle déménagea à Kiev, en Ukraine en 1995. À cette époque, son nom était beaucoup plus connu dans le milieu artistique ukrainien. Elle devint encore plus connue lorsqu'elle remporta le Big Apple Music Competition 1996, à New York, aux États-Unis. La même année, elle devint la Découverte de l'année au populaire festival ukrainien Tavria Games. Toujours cette année-là, elle sortit son premier album, I Want to Fly.
L'année 1997 fut particulièrement chargée pour la jeune femme ; elle enregistra de nouvelles chansons, tourna deux vidéoclips pour les chansons My God et The Model, qui deviendront plus tard la bande sonore du film The Right to Choose.
Au printemps 1998, elle tourna un nouveau clip, I Will be Back et en décembre, son second album I Will be Back parut et se vendit jusqu'à New York. Simultanément, deux nouveaux vidéoclips,  Oh my Love et A Stranger City furent enregistrés pour accompagner ce nouvel album.
Début 1999, elle multiplia les apparitions et les spectacles aux États-Unis, en France, en Allemagne ainsi qu'en Hongrie alors que ses spectacles prennaient de plus en plus de place dans les grandes villes d'Ukraine. Plus tard dans l'année, elle remporta le prix d'Artiste de l'Ukraine (Zasluzhena Artystka Ukrayiny).
Au printemps 2000, Ani Lorak enregistra la musique d'une publicité pour une marque de chocolat au studio Astoria de Londres. C'est alors qu'elle rencontra les compositeurs britanniques Burrie Guard et Josh Phillips.
En 2004-2005, elle devint ambassadrice de bonne volonté de l'Ukraine de l'Organisation des Nations unies pour la prévention du VIH/SIDA.
En 2005, sa défaite étroite lors de la présélection nationale du concours fut particulièrement controversée, étant donné que les gagnants GreenJolly, contrairement à elle, n'avaient pas eu à se qualifier pour la finale en remportant l'une des quinze épreuves éliminatoires.

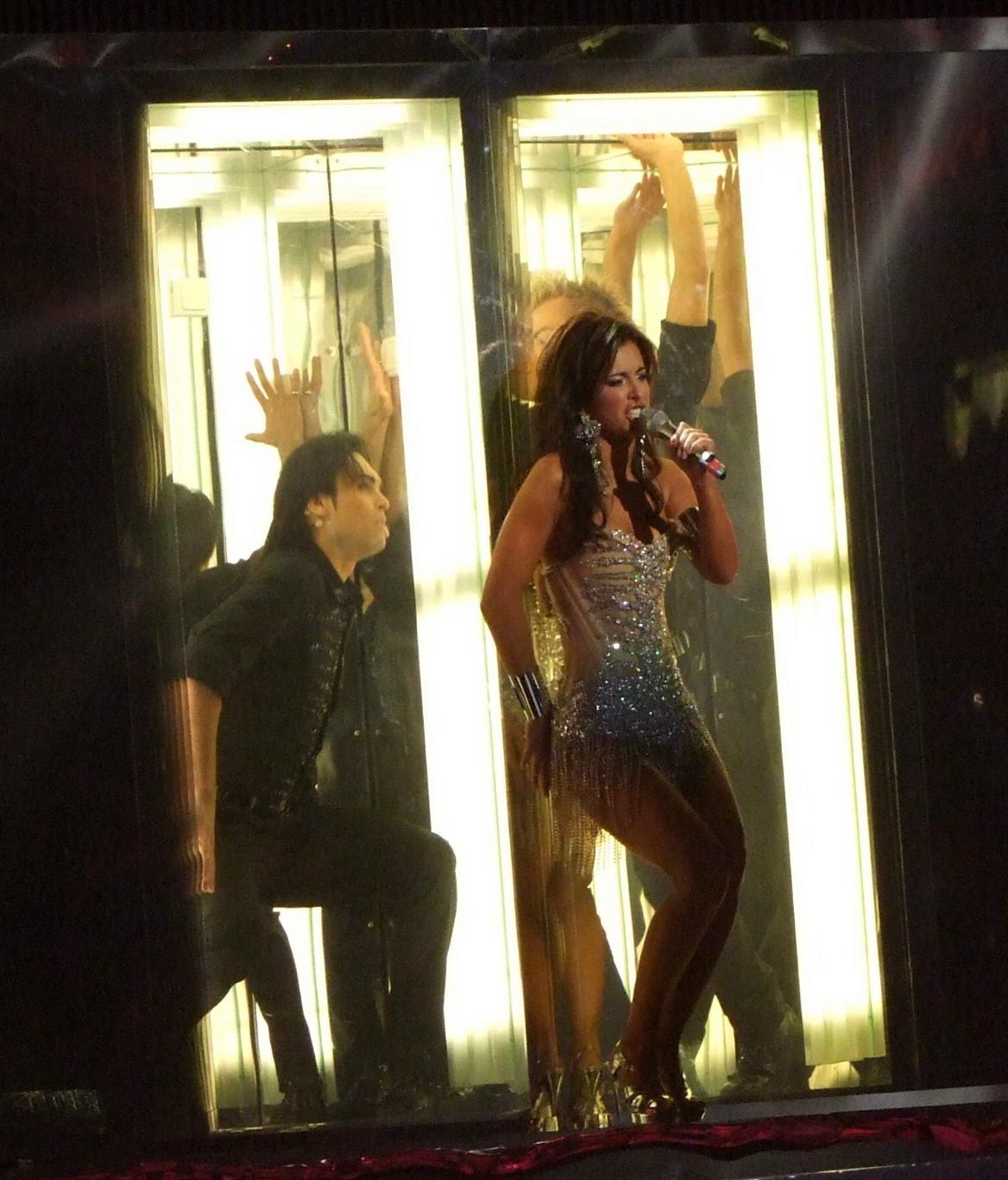
Ani Lorak chantant Shady Lady au Concours Eurovision de la Chanson 2008

En 2008, elle fut choisie pour représenter l'Ukraine au Concours Eurovision de la Chanson 2008, où elle interpréta Shady Lady, se classant deuxième position, derrière le chanteur russe Dima Bilan.
Elle présenta le Concours Eurovision de la chanson junior 2009.
Le 15 mars 2024, Ani Lorak demande la nationalité russe. Son passeport lui est remis le 9 juin 2025.

## Critiques

### Critiques ukrainiennes
Elle a été critiquée en Ukraine pour avoir une préférence pour la Russie plutôt que pour l'Ukraine.
Le 19 octobre 2022, Ani Lorak est ajoutée à la liste ukrainienne des sanctions,.

### Critiques russes
Elle a été critiquée en Russie pour être favorable à une paix entre la Russie et l'Ukraine.

## Albums
| Titre                | Traduction du titre  | Année de parution |
| -------------------- | -------------------- | ----------------- |
| Я Жива               | Je suis en vie       | 2021              |
| За мечтой            | Pour un rêve         | 2019              |
| Найкращі хіти        | Meilleurs hits       | 2018              |
| Разве ты любил...    | As-tu jamais aimé... | 2016              |
| Зажигай сердце       | Allume le cœur       | 2013              |
| Солнце               | Soleil               | 2009              |
| 15                   | 15                   | 2007              |
| Розкажи…             | Dis moi…             | 2006              |
| Smile                | Sourire              | 2005              |
| Ані Лорак            | Ani Lorak            | 2004              |
| REMIX Мрій про мене… | REMIX Rêve de moi…   | 2003              |
| Там, де ти є…        | Là où tu es…         | 2001              |
| www.anilorak.com     | www.anilorak.com     | 2000              |
| Ангел Мрій Моїх      | Mes rêves d'ange     | 1999              |
| Я вернусь            | Je reviendrai        | 1998              |
| Хочу летать          | Je veux voler        | 1996              |